# Tiarkiro (Iolonioro)
Pour les articles homonymes, voir Tiarkiro.
Tiarkiro est un village du département et la commune rurale de Iolonioro (ou Nioronioro), situé dans la province de la Bougouriba et la région du Sud-Ouest au Burkina Faso.

## Géographie

### Démographie
- En 2006, le village comptait 190 habitants dont 55,3 % de femmes[1].